# Ко, Майкл
Майкл Дуглас Ко (или Коу, англ. Michael D. Coe; 14 мая 1929 — 25 сентября 2019) — американский археолог, антрополог, эпиграфист, майянист, заслуженный профессор Йельского университета. Собрал и систематизировал в двух больших альбомах надписи на керамике новые письменные источники, над которым начинал работу советский майянист Юрий Кнорозов.

## Жизнь
Получил степень доктора философии в Гарвардском университете. В 1955 году женился на дочери советского и американского биолога украинского происхождения Феодосия Добжанского Софии, которая перевела книгу Юрия Кнорозова «Письменность индейцев майя». 
С 1968 по 1994 год был смотрителем антропологической коллекции в музее естественной истории Пибоди Йельского университета. Помимо майя, исследовал и другие культуры Месоамерики (в частности, малоизученную традицию шахтовых могил и традицию Теучитлан).

## Книги
Организатор выставки в Нью-Йорке в 1971 году «Письменность древних майя». При этом, известен благодаря научно-популярным работам о доколумбовой месоамериканской цивилизации Майя ― America's First Civilization (2017), The Maya (2015) и Mexico: from the Olmecs to the Aztecs (2013). Русский перевод монографии Майкла Ко «Майя. Исчезнувшая цивилизация» дважды издавался московским издательством ЗАО «Центрполиграф».